# Білозорка мангрова
Білозорка мангрова (Tachycineta albilinea) — горобцеподібний птах родини ластівкових, що гніздиться в прибережних районах через Центральну Америку від Мексики до Панами . Верх синьо-зелений, махові пера чорнуваті, хвіст чорний, а огузок та низ білі. Також мають білу смугу біля її очей, що зустрічається лише в двох інших видів роду Tachycineta: T. thalassina і T. leucorrhoa. Статі, хоча схожі за оперенням, але трохи відрізняються за розміром. Молоді особини мають сіро-бурий і білий низ. Спів цих ластівок зазвичай описується як м'яка трель з характерним звуком «єрррт» .
Мангрові ластівки дуже територіальні під час шлюбного періоду, так само, як деревні ластівкі. Гніздо зазвичай вбудовано в отвір або щілину в скелі біля води менш як 2 метри над землею . Представники цього виду зазвичай харчуються групами, але поодинці під час шлюбного сезону. Зазвичай, коли вони годують своїх пташенят, то полюють ближче до гнізда, але коли шукають їжу для себе, заходять набагато далі. Це комахоїдний птах, що схоплює нальоту незвичайно велику здобич для своїх розмірів . У вільний час від полювання, часто відпочивають біля води .
З чисельністю щонайменше 500 000 представників, мангрові ластівки класифікуються як вид з найменшим ризиком за оцінкою Міжнародного союзу охорони природи (МСОП). Їх кількість зменшується, хоча і не досить швидко для того, щоб бути класифіковані як уразливий вид . Мало що відомо про природних ворогів цього виду, але відомо, що він є хазяїном носового кліща Sternostoma hirundinis. Крім того, відомо, що їх гнізда потерпають від термітів і мошок .

## Систематика та етимологія
Мангрові ластівки вперше були описані 1863 року як Petrochelidon albilinea американським орнітологом-любителем Джорджом Ньюболдом Лоуренс, а сучасний рід Tachycineta вперше описав 1850 року німецький орнітолог Жан Кабаніс. Назва роду Tachycineta походить від давньогрецького takhukinetos («те, що швидко рухається»), а сама назва виду albilinea від латинського albus ("білий") і linea («лінія»).
Вид входить до роду Tachycineta підродини Hirundininae родини ластівкових, яка включає в себе всіх ластівок і серпокрильців, за винятком роду річкових ластівок, які відносяться до підродини Pseudochelidoninae. Дослідження ДНК послідовності показують, що існує три основні групи серед Hirundininae, що в цілому відрізняється будуванням гнізда: ті, що риють собі гнізда, як берегова ластівка; ті, що оселяються у природних порожнинах, як наприклад, розломи в скелях; і ті птахи, що будують кубло з бруду та багна, як міська ластівка. Мангрова ластівка відноситься до птахів, що оселяються в природних порожнинах.
Всі дев'ять видів Tachycineta мають глянсово блакитні або зелені спинки і білий низ, але п'ять з цих видів мають білі сідниці — мангрова ластівка, T. stolzmanni, білокрила ластівка, T. leucorrhoa і чилійська ластівка — які особливо тісно пов'язані між собою, перші три і останні два види утворюють два надвида. Tachycineta stolzmanni узбереж Перу раніше вважалася підвидом мангрових ластівок, але її спів, поведінка і дані цитохрома b свідчать про те, що її слід розглядати як самостійний вид. Також вона відрізняється від мангрової ластівки відсутністю білої смуги біля очей і невеликою різницею в розмірах.

## Опис

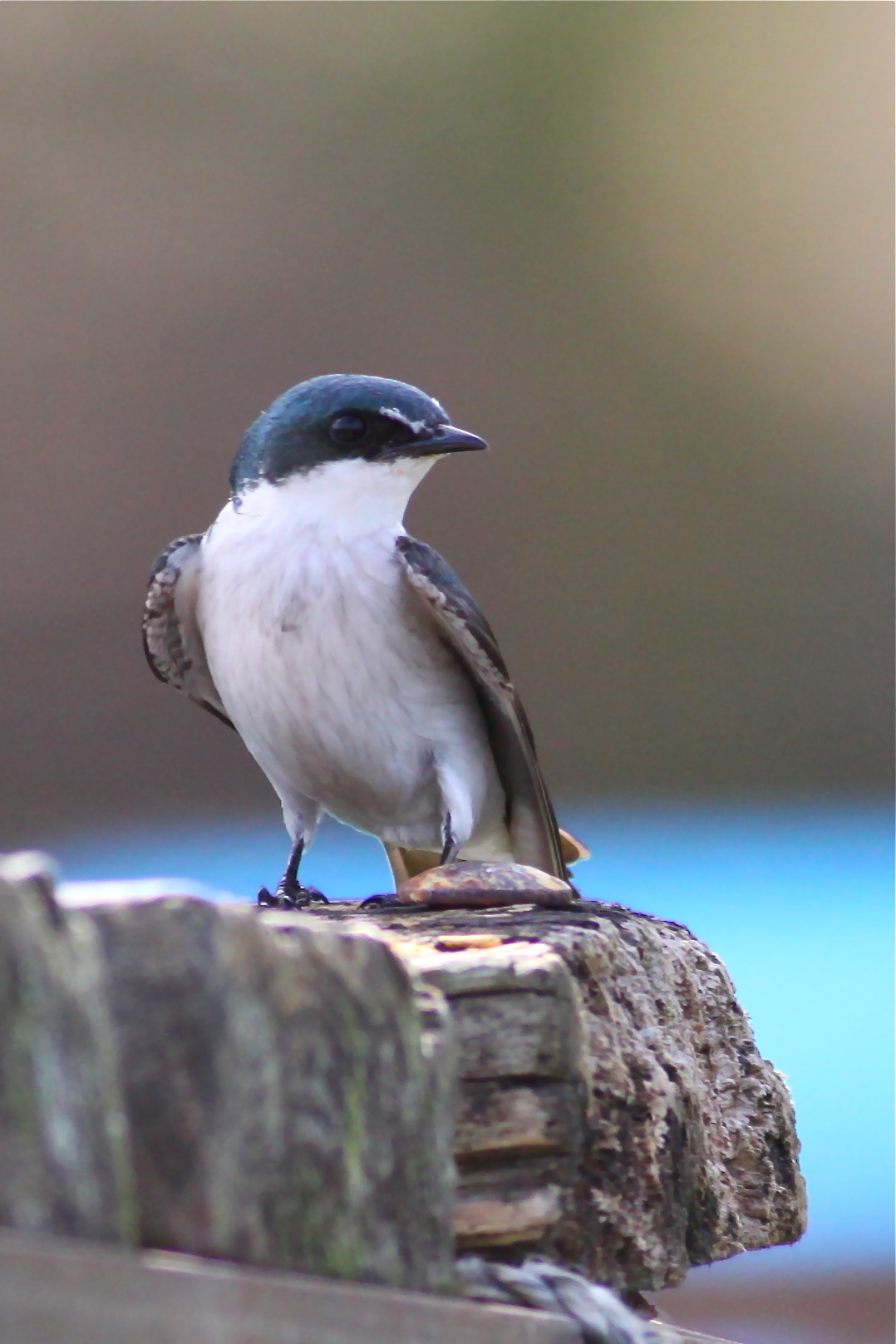
Фронтальний вид мангрової ластівки

Це відносно невелика ластівка, 11—12 см довжиною і близько 14 грамів вагою. Доросла особина має переливчастий синьо-зелений верх, білий низ тіла, надхвістя, підхвістя і криючі крила, чорнявий хвіст і махові пір'я. Нові пір'я зеленіші, а старі блакитніші. Нижня сторона тіла біла, іноді з слабкими темними плямочками. Чорний дзьоб невеликий, близько 11 мм довжиною. Райдужна оболонка темно-коричнева, а плесно і пальці мають діапазон кольорів від чорного до темнувато-коричневого. За очима є тонкі білі лінії. Ще два інших вида Tachycineta мають цю особливість: T. thalassina і T. leucorrhoa. Хвіст зрілої особини хвіст лише злегка роздвоєний. Птахи обох статей схожі між собою, хоча трохи відрізняються за розміром. Порівняно з самцями, самиці мають трохи довший хвіст і коротші крила. Молодняк сіро-коричневого забарвлення, а іноді, верх має слабкий, зеленуватий блиск.
Спів мангрових ластівок звучить як «єрррт», або «чріт». Їх пісні часто описуються як м'який тріль. Для попередження використовують різкий і короткий сигнал тривоги.

## Розповсюдження
Ці ластівки родом з Мексики, всієї Центральної Америки (Беліз, Гватемала, Гондурас, Сальвадор, Нікарагуа, Коста-Рика та Панама), а також з Перу. Вони зазвичай мешкають поруч з низьколежачими водоймами і у мангрових лісах, через що і отримали свою загальну назву. Також були помічені у літоральних зонах. У Мексиці, як правило, гніздяться на висоті не вище 600 метрів від рівня моря. У Коста-Риці на висоті до 1000 метрів, але зазвичай, але обирають висоту між 500 метрів альтитуди. Рідше зустрічаються у високогір'ї. Мангрові ластівки також залітають у Сполучені Штати Америки, де вони були вперше зафіксовані 2002 року, в штаті Флорида. Незважаючи на те, що мангрова ластівка є постійним жителем свого ареалу, ймовірно, існують деякі переміщення після сезону гніздування.

## Поведінка

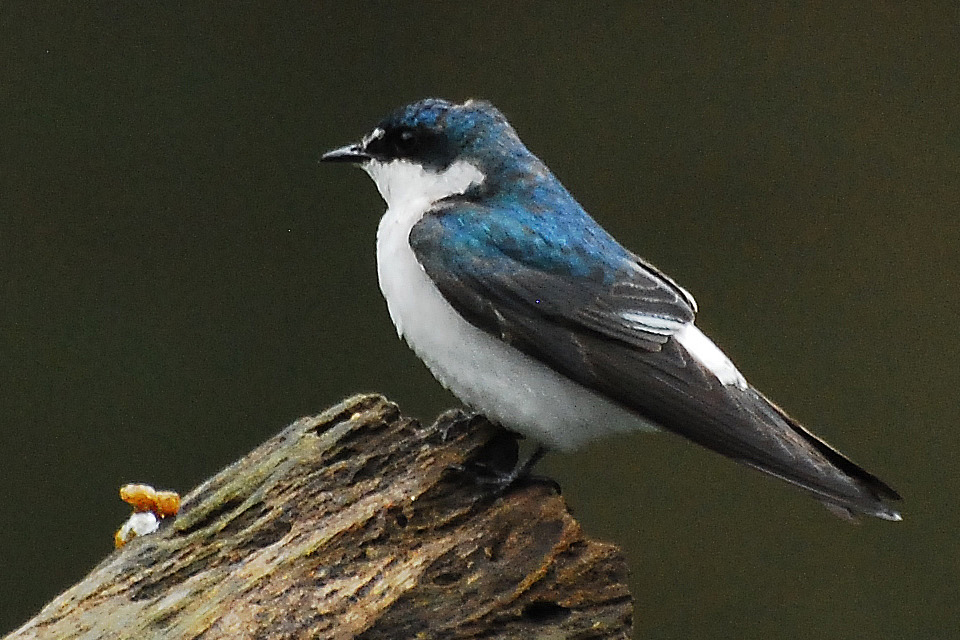
Мангрова ластівка вмостилася поруч річки Сарапікі

Життя мангрових ластівок тісно пов'язане з досить-таки відкритими водоймами, і самі ластівки часто зустрічаються невеликими групами над річками або озерами, якщо в них не шлюбний сезон. Їх траєкторії польоту зазвичай прямі і низько над водою. Летять з швидким помахами крил і немов ковзаючи у повітрі. У проміжках між пошуками їжі їх часто можна спостерігати відпочиваючими у води.

### Середовище існування
Мангрова ластівка це досить самотні птах; їх гнізда знаходили, щонайменше, на відстані від 50 до 300 метрів один від одного. Гнізда будують собі в природних або штучних западинах біля води, зазвичай у якомусь пні чи всохлому дереві. Також не рідкість коли вони обирають шпаківню. Зазвичай їх кубло глибиною декілька сантиметрів і обкладений травою, тонкими стеблами, мохом, листками і паличками. Це все доповнюється пір'ями. Також для свого кубла вони обирають дупла дерев і розщілини в скелях або мостах.

### Розмноження
За п'ять місяців сезону розмноження, мангрові ластівки зазвичай висиджують два виводки. Сам шлюбний період триває приблизно з січня по липень в Центральній Америці, і приблизно з березня до червня чи липня в Мексиці. Як і споріднена деревна ластівка, цей вид дуже агресивний до інших ластівкових під час періоду парування і є дуже територіальним.
Мангрові ластівки соціально моногамні, але з деякими позапаровими зляганнями. Наприклад, близько 15 % пташенят і близько 25 % виводків розвиваються в результаті позапарового батьківства. Гніздо з позапаровим молодняком в середньому знаходиться приблизно в 430 метрах від найближчого такого ж сусіда. Позапарова молодь також зіставляється з індексом репродуктивної синхронності, або відсоток самиць, які одночасно родючі.
Немає чіткого часу відкладання яєць через тривалий сезон розмноження мангрових ластівок. Самці йдуть спаровуватися до самиць частіше, ніж самиці йдуть до самців. Період фертильності становить шість днів від першого до передостаннього яйця.
Кладка складається від трьох до п'яти білих яєць, які вилуплюються через 17 днів. В середньому яйця за розміром 17,3 × 12.8 мм і важать близько 1.6 грам. З яєць пташенята вилуплюються асинхронно, причому виводимість близько 60 %. Пташенят вигодовують обидва батьки протягом 23-27 днів до вильоту. Як правило, на одне гніздо є тільки одне успішне пташеня.

### Живлення
До раціону мангрових ластівок в першу чергу входять маленькі, летючі комахи, у тому числі великі види, такі як бабки і бджоли. Це досить велика здобич для птиці такого розміру. Ця ластівка зазвичай шукає поживу близько до заток, озер і великих річок, але іноді її можна знайти на висоті 30 метрів або вище над водою. Зазвичай вони їдять рано вранці і пізно ввечері, пташенят годують тільки після сходу сонця і перед заходом. Ті ластівки, що не гніздяться, зазвичай ловлять корм невеликими зграями. Хоча при гніздуванні вони живляться поодинці або парами.
Мангрові ластівки залишаються на відстані в межах 100 метрів від гнізда при добуванні їжі для пташенят. Але, при полюванні для себе, було відмічено, що вони можуть віддалятися до 200 метрів від свого гнізда. Як правило, вони живляться на своїй території.

## Хижаки і паразити
Не так багато відомо про хижаки і паразити мангрових ластівок, хоча виявлено, що їх гнізда потерпають від термітів і мошок. Чорні мухи здебільшого впливають тільки на штучні шпаківні. Поширеність мух пов'язано з довколишніми потоками і залежить від погодних умов. Також ці ластівки виявилися хазяїнами для паразита Sternostoma hirundinis, виду носового кліща.

## Охоронний статус
Станом на 2016 рік, мангрова ластівка класифікується як вид «з найменшим ризиком» за МСОП. Є деякі свідчення того, що популяція зменшується. Це, напевно, через зменшення природного середовища існування або використання пестицидів. Обґрунтуванням для класифікації цього виду як найменш загрозливим є його численна популяція, яка оцінюється в більш ніж 500 000 представників, а його найбільший ареал оцінюється приблизно в 3,170,000 км². Хоча популяція зменшується, вона не знижується досить швидко, щоб вид був класифікований як уразливий.